# Zamek czterotaktowy

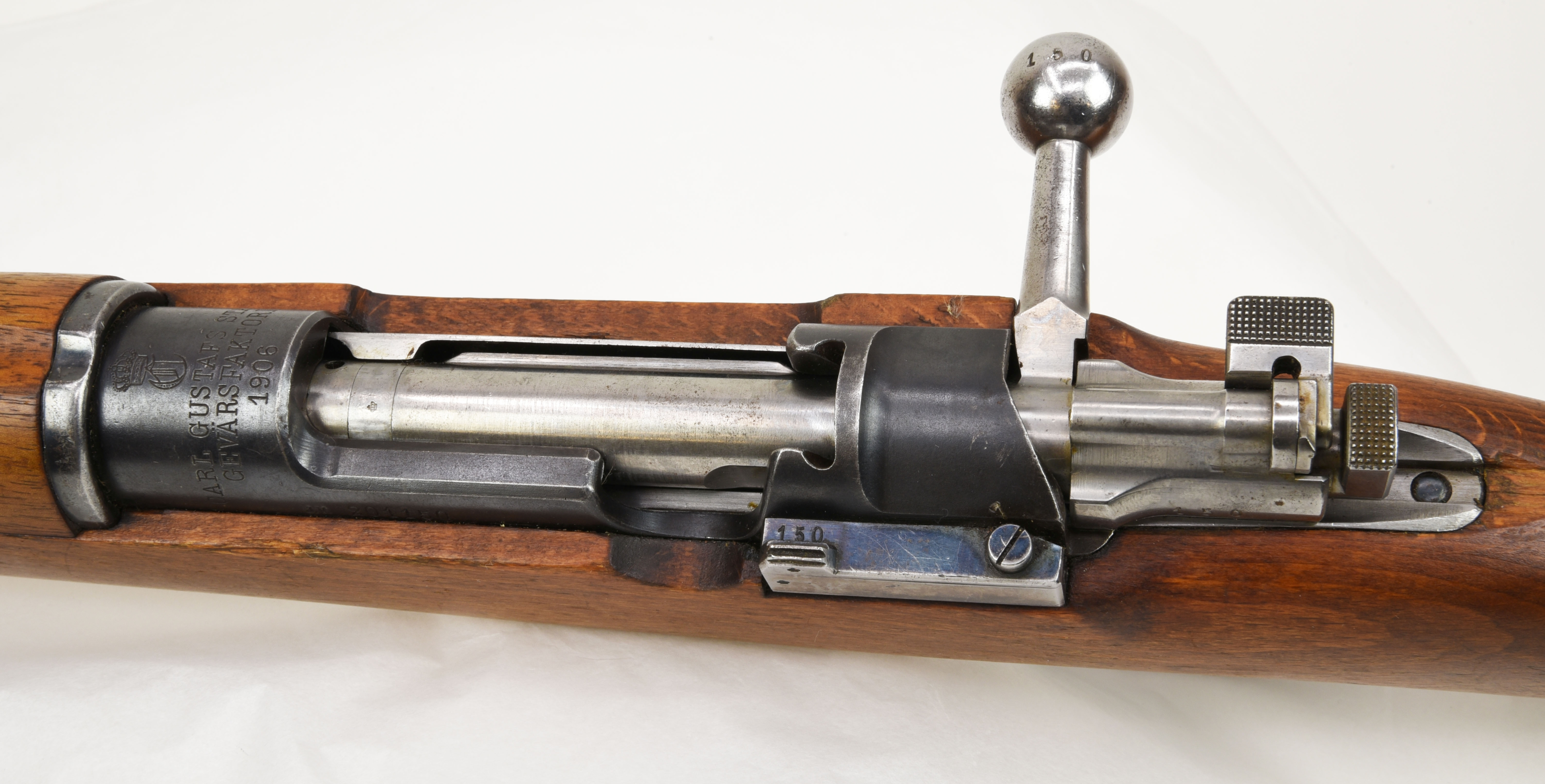
Zamek czterotaktowy karabinu Mauser m/96

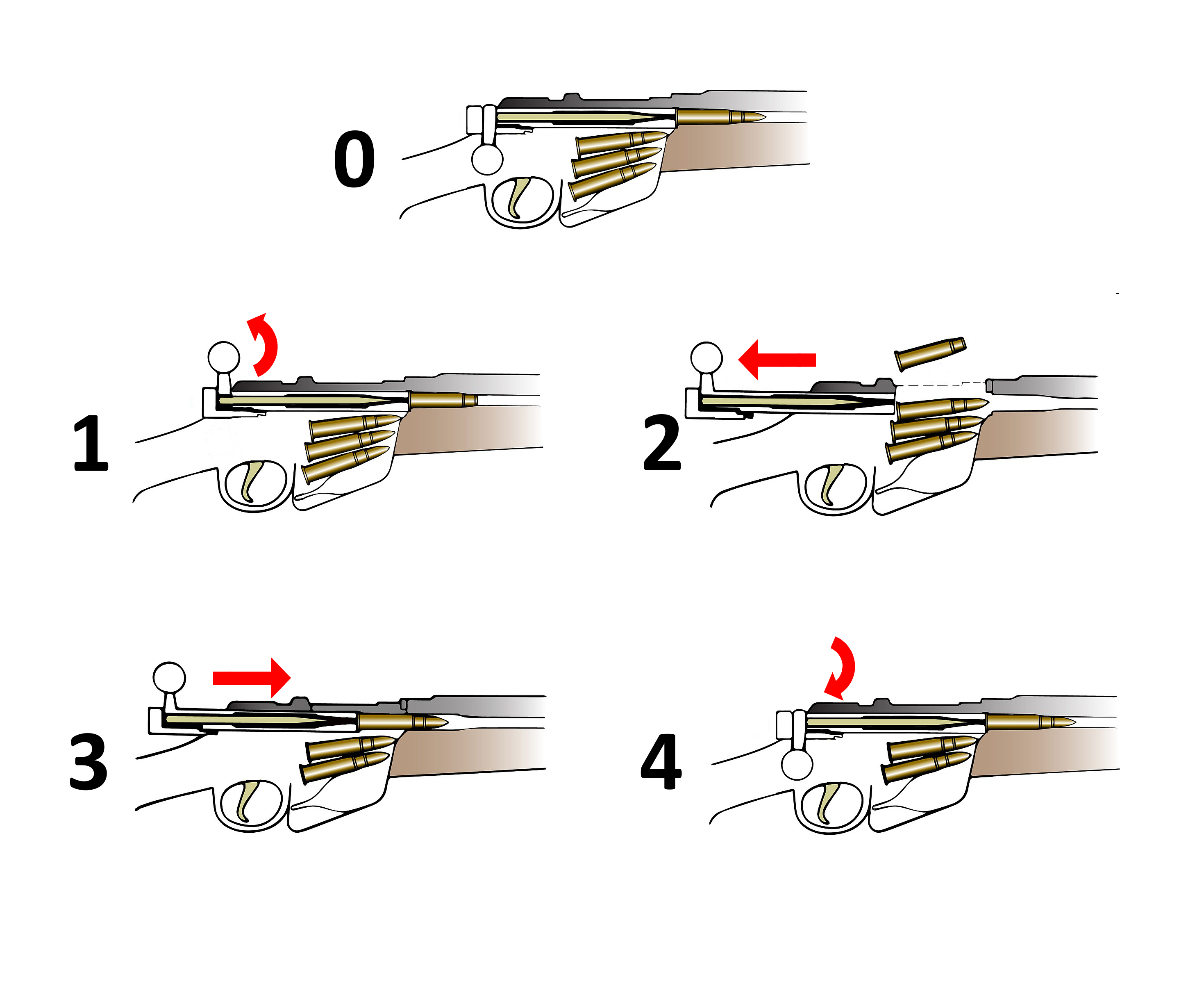
Schemat przeładowania zamka czterotaktowego:
0) karabin gotowy do strzału
1) obrót
2) ruch do tyłu
3) ruch do przodu
4) obrót

Zamek czterotaktowy – rodzaj zamka o konstrukcji ślizgowo-obrotowej stosowanego w karabinach powtarzalnych i jednostrzałowych, w którym przy przeładowaniu strzelec musi wykonać cztery ruchy za pomocą manipulatora zamka:
1. obrót - następuje odryglowanie
2. ruch do tyłu - usunięcie łuski z komory nabojowej
3. ruch do przodu - dosłanie następnego naboju do komory nabojowej
4. obrót - zaryglowanie

Zamki czterotaktowe są najpopularniejszym systemem wykorzystywanym w budowie karabinów powtarzalnych.